# Antoine Duprat
Antoine Duprat [ejtsd: düprá] (Issoire, 1463. január 17. – Nantouillet, 1535. július 9.) francia kancellár, I. Ferenc francia király első és legjelentékenyebb minisztere.

## Élete
1507-ben a párizsi parlament elnöke lett. XII. Lajos emelte őt fel, de ő Angouléme-i Ferenc trónörökössel tartott. I. Ferenc 1515-ben kancellárrá tette. Ilyen minőségében tárgyalta I. Ferenc nevében Bolognában X. Leó pápával a konkordátumot, mely a francia szabadságot és a francia nemességet kiszolgáltatta a királyságnak. Hanem a parlamenttel Duprat mihamar ellenkezésbe jutott. A királyi kegy megszerezte neki a sensi érsekséget, 1527-ben pedig a bíborosi kalapot és joggal nevezték őt a XVII. század két nagy kardinálisa előfutárjának. Ferenc távolléte és fogsága alatt (1525-26) a király anyjával Duprat vitte a régensséget.